# 马蒂亚斯·利贝斯
马蒂亚斯·利贝斯（德語：Matthias Liebers，1958年11月22日—），德国男子足球运动员，司职中场。他曾代表东德国奥队参加1980年夏季奥林匹克运动会足球比赛，获得一枚银牌。